# Airbag / How Am I Driving?
Airbag / How Am I Driving? és el cinquè EP de la banda britànica Radiohead, publicat el 21 d'abril de 1998 bàsicament a Amèrica del Nord. Inclou la majoria de cançons llançades com a cares-B en l'àlbum OK Computer l'any anterior.

## Informació
El contingut d'Airbag / How Am I Driving? difereix lleugerament de No Surprises/Running from Demons, EP publicat pocs mesos abans només al Japó. Estilísticament representa un pont entre el progressiu-alternatiu OK Computer, i el so futur experimental de The Bends.
En la portada hi apareix el número de telèfon 1426148550, que estigué operatiu al Regne Unit durant uns mesos. En trucar a aquest número, responia una gravació de Thom Yorke dient Hello? (en català, Hola?), i els seguidors podien deixar missatges pel grup perquè els poguessin utilitzar posteriorment.
L'EP va debutar al número 56 a la llista Billboard 200 dels Estats Units amb més de 20.000 còpies durant la primera setmana. Els només 25 minuts de durada van ser suficients per rebre una nominació com a millor àlbum de música alternativa en els premis Grammy l'any 1999. L'any 2007 fou rellançat als Països Baixos i al Regne Unit i el 2009 per iTunes.

## Llista de cançons
Totes les cançons foren escrites i compostes per Radiohead. 
| Núm.          | Títol                        | Durada |
| ------------- | ---------------------------- | ------ |
| 1.            | «Airbag»                     | 4:46   |
| 2.            | «Pearly*»                    | 3:33   |
| 3.            | «Meeting in the Aisle»       | 3:09   |
| 4.            | «A Reminder»                 | 3:51   |
| 5.            | «Polyethylene [Parts 1 & 2]» | 4:22   |
| 6.            | «Melatonin»                  | 2:09   |
| 7.            | «Palo Alto»                  | 3:43   |
| Durada total: | Durada total:                | 25:33  |